# Luca Castellazzi
Pour les articles homonymes, voir Castellazzi.
Luca Castellazzi (né le 19 juillet 1975 à Gorgonzola, dans la province de Milan, en Lombardie) est un footballeur italien qui joue au poste de gardien de but.

## Palmarès
- Vainqueur de la Supercoupe d'Italie 2010 avec l'Inter Milan
- Vainqueur de la Coupe du monde de football des clubs 2010 avec l'Inter Milan
- Finaliste de la Supercoupe d'Europe de l'UEFA 2010 avec l'Inter Milan